# 2004 XX190
2004 XX190, também escrito como 2004 XX190, é um objeto transnetuniano que está localizado no Cinturão de Kuiper, uma região do Sistema Solar. Este corpo celeste é classificado como um cubewano. Ele possui uma magnitude absoluta de 7,2 e tem um diâmetro estimado com 160 km.

## Descoberta
2004 XX190 foi descoberto no dia 11 de dezembro de 2004.

## Órbita
A órbita de 2004 XX190 tem uma excentricidade de 0,104 e possui um semieixo maior de 45,257 UA. O seu periélio leva o mesmo a uma distância de 40,548 UA em relação ao Sol e seu afélio a 49,966 UA.